# Stavros Niarchos
Stavros Spyros Niarchos (griechisch Σταύρος Σπύρος Νιάρχος, * 3. Juli 1909 in Athen; † 16. April 1996 in Zürich) war ein griechischer Reeder und Kunstsammler. 2016 wurde das Stavros Niarchos Foundation Cultural Center in Kallithea, bei Athen, eröffnet.

## Leben

### Jugend
Sein Vater Spyros Niarchos und seine Mutter Eugenia Coumandaros stammten aus einem kleinen Dorf in der Nähe von Sparta. Niarchos wuchs in Athen in bürgerlichen Verhältnissen auf und machte dort sein Abitur. Daraufhin studierte er an der Universität seiner Heimatstadt Jura, promovierte 1939 und trat zunächst eine Stelle in dem Unternehmen seines Onkels an. Einige Monate später machte sich Niarchos als Reeder selbstständig. Er hatte erkannt, dass die Transportkosten für Weizen von Argentinien und der UdSSR ins Ausland zu hoch waren und konnte mit günstigeren Preisen erfolgreich in dieses Geschäft einsteigen.

### Zweiter Weltkrieg
Im Zweiten Weltkrieg in den Jahren 1941 bis 1945 war Niarchos Offizier der griechischen Marine auf einem Zerstörer. Etwa zeitgleich war er ehrenhalber Marineattaché in der griechischen Botschaft in Washington. Hier entstand auch sein Plan für die Zeit nach dem Krieg.

### Geschäftsleben
Niarchos kaufte ab 1945 ausgediente Handelsschiffe und Tanker der US Navy auf. Als Entschädigung für den kriegsbedingten Verlust seiner Vorkriegsflotte wurden ihm niedrige Preise gewährt; die Schiffe ließ er unter Billigflagge auf den Weltmeeren fahren. US-amerikanische Häfen durften allerdings nicht angelaufen werden. Nach den ersten geschäftlichen Erfolgen, die hauptsächlich durch den Koreakrieg und die Sueskrise ausgelöst worden waren, ließ er sich die ersten Supertanker bauen und erwarb das größte Trockendock im Mittelmeer, die Hellenic Shipyards. Auf dem Höhepunkt seiner wirtschaftlichen Macht besaß Niarchos über 80 Tanker.
In den 1950er und 1960er Jahren zählte Niarchos als Reeder zu den erfolgreichsten Unternehmern der Welt. Größter Konkurrent und gleichzeitig Vorbild war sein damaliger Schwippschwager Aristoteles Onassis, dessen erste Ehefrau (die Schwester seiner eigenen dritten Ehefrau) Niarchos später heiratete. Mit seinen damaligen Schwagern Onassis und Georgos Livanos, der ebenfalls als Reeder tätig war, zählte Niarchos zu den reichsten Männern der Welt.
Anders als Konkurrenten wie der Norweger Hilmar Reksten oder Ravi N. Tikkoo setzte Stavros Niarchos wie auch Onassis auf eine konservative und unriskante Geschäftsstrategie: Schiffe ließ er erst bauen, nachdem langfristige, wenn auch wenig Ertrag bringende Transportverträge abgeschlossen waren. Das Wachstum des Vermögens fiel daher auch vergleichsweise bescheiden aus.
Niarchos arbeitete eng mit der US-amerikanischen CIA zusammen und konnte nach der Machtergreifung der Junta in Griechenland diverse wirtschaftliche Vergünstigungen erlangen. Aufgrund dieser Rolle geriet er nach dem Ende der Diktatur in Bedrängnis und willigte ein, den Anteil an einer Raffinerie, der auf 121 Mio. $ geschätzt wurde, an den griechischen Staat für 12,4 Mio. $ zu verkaufen. Der Staat hatte zuvor Forderungen in Höhe von 63 Mio. $ erhoben.
In den 1970er Jahren musste er durch die Ölkrise und die Flaute auf dem Tankermarkt starke Verluste hinnehmen, die ihn zum Verkauf von diversen Schiffen und Docks nötigten.
In den 1990er Jahren zog er sich aus dem Geschäftsleben weitgehend zurück und lebte meist in St. Moritz in der Schweiz. Dort investierte er einen großen Teil seines Vermögens in Traditionsbetriebe wie Hotels und Seilbahnen, auch mit dem Zweck, diese vor dem Verkauf an große Ketten zu bewahren.
Niarchos verstarb im Alter von 86 Jahren in Zürich. Einen Großteil seines Vermögens verwaltet seit 1996 die Stavros Niarchos Foundation, die weltweit Sozial- und Kulturprojekte unterstützt, insbesondere in den Bereichen Bildung und Gesundheit. Ein Fokus der Stiftungsaktivitäten liegt auf der Förderung von Programmen in der Schweiz und in Griechenland.

### Privatleben
Niarchos war insgesamt fünf Mal verheiratet und hatte fünf Kinder.
Seine dritte Ehe ging er mit Eugenia Livanos (1927–1970) ein, Tochter des griechischen Reeders Stavros Livanos. Mit ihr hatte er die Söhne Philippos, Spyros und Konstantin, der 1999 an einer Überdosis Kokain starb, und seine Tochter Maria. Er ließ sich von Livanos scheiden, um Charlotte Ford (* 1941), die Tochter von Henry Ford II, zu heiraten. Mit ihr hatte er eine Tochter, Elena Ford. Allerdings hielt auch diese Beziehung nicht, so dass er zu Eugenia Livanos zurückkehrte; diese beging im Jahr 1970 Selbstmord. 1971 heiratete Niarchos die als Athina Livanos geborene Athena Spencer-Churchill (1926–1974),  Schwester seiner dritten Frau und die Exgattin sowohl von Aristoteles Onassis als auch von John Spencer-Churchill, 11. Duke of Marlborough. Auch sie brachte sich um.
Stavros Niarchos war Royalist und unterstützte die Königsfamilie Griechenlands auch nach dem Ende der Monarchie. Zu seinen Angestellten gehörte Alexander Prinz von Jugoslawien.
Sein Lieblingshobby war das Skifahren, weswegen er sich in der Schweiz engagierte und sich im Alter gänzlich dorthin zurückzog. Er baute 1959 einen neuen Skilift bei St. Moritz, der dort erstmals das Skifahren über das ganze Jahr über möglich machte, und beschäftigte Edy Reinalter bis zu dessen Tod 1962 als privaten Skilehrer.
Als Niarchos einmal Ski-fahrend versehentlich die Grenze nach Österreich überschritten hatte und sich bei Spiss (Tirol) von seinem Hubschrauber abholen lassen wollte, wurde er wegen illegalen Grenzübertritts und Helikopterschmuggels festgenommen. Nachdem Niarchos nachweisen konnte, dass die Grenzmarkierungen nicht sichtbar und unzureichend waren, wurden die Ermittlungen eingestellt und die Kaution in Höhe von 209.000,18 Schilling zurückerstattet.
Niarchos galt privat als sehr spendabel, einem Madrider Kellner gab er nach einer Rechnung von 140 Mark 740 Mark Trinkgeld. Geschäftlich galt er als sehr sparsam. Aufgrund des hohen Dieselverbrauchs trennte er sich 1962 von seiner Privatyacht, ein Wechsel der Motoren hatte zuvor nicht die erhoffte Einsparung gebracht.
Niarchos interessierte sich für Pferderennen. Er kaufte das Gestüt Haras de Fresnay-le-Buffardin Neuvy-au-Houlme, Frankreich und die Oak Tree Farm in Lexington, Kentucky wo er 1984 sein erfolgreichstes Pferd, die Stute Miesque züchtete. Er war Teil der Besitzergemeinschaft, die Seattle Dancer 1984 zu einem Rekordpreis auf einer Auktion erwarb.

## Niarchos als Kunstsammler
Bis in die späten 1950er Jahre sammelte Niarchos vor allem Werke des Impressionismus, 1956 erwarb er die berühmte Sammlung von Edward G. Robinson. 1958 widmete die Tate Gallery seiner Sammlung eine Ausstellung. Nach einigen Hundert gesammelten Werken wandte er sich der Kunst der frühen Moderne sowie einigen Meistern wie Van Gogh, Goya, El Greco und Rubens zu.
Aufmerksamkeit erregte 1989 sein Kauf des Selbstporträts von Pablo Picasso „Yo Picasso“ für 47.850.000 Dollar. Die Sammlung, welche heute der Niarchos-Familie gehört, wird zu den 10 bedeutendsten Privatsammlungen weltweit gezählt. Seit 2005 wurde dem Kunsthaus Zürich ein Teil als Dauerleihgabe überlassen.

### Bekannte Werke aus der Sammlung
- Paul Gauguin: Die Reiter am Strand (1902), gehört zu den fünf bedeutendsten Gemälden in privater Hand[13]
- Van Gogh: Père Tanguy (1887)
- Van Gogh: Porträt des alten Bauers Patience Escalier (1888)
- Henri Matisse: La Desserte (1897)

Einen Teil seiner Sammlung schenkte er dem Louvre.
Niarchos sammelte auch antike Kunst, 1980 erwarb er beispielsweise die Northampton-Amphora. Dieser Teil seiner Sammlung wurde 1995 in Athen ausgestellt.

## Trivia
Sein Enkel gleichen Namens erlangte Bekanntheit, nachdem er zeitweise mit Paris Hilton, Lindsay Lohan und Mary-Kate Olsen liiert war.